# Rokot
Rokot (Ruski:Рокот - režanje) je raketa-nosač koja može lansirati teret od 1.950 kg u orbitu na 200 km visine s inklinacijom od 63°. Raketa je nastala kao prerada UR-100N ICBM-a iz hladnog rata. Upravljanjem i lansiranjem rakete bavi se tvrtka Eurockot Launch Service. Prva lansiranja raketa je imala 1990ih s kozmodrom Bajkonur gdje je lansirana iz silosa. Kasniji komercijalni letovi su lansirani s lansirane rampe iz kozmodroma Pljesecka u sjevernoj Rusiji. Cijena lansiranja je oko 14 milijuna američkih dolara.

### Specifikacije
Masa Rokota je 107.000 kg, dug je 29 m i ima maksimalni promjer od 2.5 m. Raketa je pogonjena tekućim gorivom i sva tri stupnja koriste N2O4/UDMH. Prvi stupanj rakete pogonjen je s 4 motora RD-232, drugi stupanj koristi motor RD-235. Treći stupanj je Briz-KM, koji s gorivom ima masu oko 6 tona. Briz-KM je u stanju letiti samostalno 7 sati i upaliti motor 6 puta tijekom leta, omogućavajući time smještanje više satelita u različite orbite.
| parametar           | vrijednost         |
| ------------------- | ------------------ |
| visina              | 29,0 m             |
| promjer             | 2,5 m              |
| masa                | 107.000 kg         |
| broj stupnjeva      | 3                  |
| nosivost (LEO)      | 1.950 kg           |
| nosivost (GTO)      |                    |
| broj lansiranja     | 16                 |
| uspješna lansiranja | 14                 |
| prvo lansiranje     | 26. prosinca 1994. |
| zadnje lansiranje   |                    |

| parametar         | 1. stupanj | 2. stupanj | 3. stupanj |
| ----------------- | ---------- | ---------- | ---------- |
| motor             | 4 x RD-232 | 1 x RD-235 | 1 x S5.98M |
| potisak           | 1.778 kN   | 214,3 kN   | 299,1 kN   |
| specifičan impuls | 285 s      | 322 s      | 326 s      |
| dužina izgaranja  | 121 s      | 183 s      | 1000 s     |
| gorivo            | N2O4/UDMH  | N2O4/UDMH  | N2O4/UDMH  |